# Гагара
Гага́ра (Gavia) — рід водних птахів, що належать до монотипової родини гагарових (Gaviidae), єдиний сучасний рід ряду гагароподібних (Gaviiformes). Гагари поширені на півночі Європи, Азії і Північної Америки. Є компактною групою близькоспоріднених видів, що помітно виділяється серед всіх птахів. Містить 5 видів.
Звук гагар часто використовують для створення страхітливої атмосфери через їхній пронизливий та шумний крик, який може поширюватись на сотні метрів.

## Систематика
Усі нині живучі гагароподібні належать до однієї родини гагарових (Gaviidae) і до одного роду гагар (Gavia).
- Ряд Гагароподібні (Gaviiformes)
  - Родина Гагарові (Gaviidae)
    - Рід Гагари (Gavia)
      - Гагара білодзьоба (Gavia adamsii)
      - Гагара білошия (Gavia pacifica)
      - Гагара червоношия (Gavia stellata)
      - Гагара полярна (Gavia immer)
      - Гагара чорношия (Gavia arctica)

Крім п'яти сучасних видів, відомо дев'ять викопних видів, що належать до роду Gavia:
- Gavia brodkorbi † (Howard, 1978)
- Gavia concinna † (Wetmore, 1940) = Gavia palaeodytes † (Wetmore, 1943)
- Gavia egeriana † (Svec, 1982)
- Gavia fortis † (Olson та Rasmussen, 2001)
- Gavia howardae † (Brodkorb, 1953)
- Gavia moldavica † (Kessler, 1984)
- Gavia paradoxa † (Umanskaja, 1981)
- Gavia schultzi † (Mlíkovsky, 1998)